# تغذیه انبوه خلق

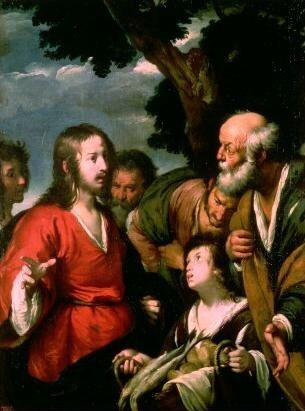
تغذیه انبوه خلق اثر برناردو استروتزی، اوایل سده هفدهم میلادی.

تغذیه انبوه خلق (انگلیسی: Feeding the multitude) به دو معجزه جداگانه از عیسی ذکرشده در انجیل اشاره دارد. معجزه اول، «غذادادن به ۵،۰۰۰ نفر» در چهار انجیل گزارش شده‌است (متی ۲۱–۱۴:۱۳؛ مرقس ۴۴–۶:۳۱؛ لوقا ۱۷–۹:۱۲؛ یوحنا ۱۴–۶:۱).
معجزه دوم، «غذادادن به ۴٬۰۰۰ نفر» با با هفت قرص نان و ماهی، در انجیل متی و مرقس آمده ( متی ۳۹–۱۵:۳۲ و مرقس ۹–۸:۱) اما در اناجیل لوقا و یوحنا ذکر نشده‌است.